# جون وايس فورني
جون وايس فورني (بالإنجليزية: John Weiss Forney)‏ هو صحفي أمريكي، ولد في 30 سبتمبر 1817 في لانكستر في الولايات المتحدة، وتوفي في 9 ديسمبر 1881.